# 地球同語
地球同語 (Lingwa de Planeta) とは、サンクトペテルブルクの言語学グループが考案した国際補助語である。2006年に創案された。

## 概要
地球同語は音声学的にエスペラントに似ているが、/v//z//ʦ/の音素がなく、単語は比較的に母語話者の多い英語、ドイツ語、フランス語、スペイン語、ポルトガル語、中国語、ロシア語、ヒンディー語、ペルシャ語などから採用されている。

## 文字
地球同語にはQを除くラテン文字25文字が用いられる。このうち、Cは常にchの綴りでのみ用いられる。

## 発音

### 子音
主な子音の発音は、おおむね次の通り。
|            |            | 唇音        | 唇音        | 舌頂音      | 舌頂音      | 舌背音      | 声門音 |
| 両唇音     | 唇歯音     | 歯茎音      | 後部歯茎音  | 軟口蓋音    | 喉頭蓋音    |             |        |
| ---------- | ---------- | ----------- | ----------- | ----------- | ----------- | ----------- | ------ |
| 破裂音     | 破裂音     | p /p/ b /b/ |             | t /t/ d /d/ | t /t/ d /d/ | k /k/ g /g/ |        |
| 鼻音       | 鼻音       | m /m/       |             | n /n/       | n /n/       | ng /ŋ/      |        |
| ふるえ音   | ふるえ音   |             |             | r /r/       | r /r/       |             |        |
| はじき音   | はじき音   |             |             | r /ɾ/       | r /ɾ/       |             |        |
| 摩擦音     | 摩擦音     |             | f /f/ v /v/ | s /s/ s /z/ | sh /ʃ/      | h /x/       | h /h/  |
| 側面接近音 | 側面接近音 |             |             | l /l/       | l /l/       |             |        |

| 有声両唇軟口蓋接近音 | v, w /w/ |

|        | 歯茎音 | 後部歯茎音 |
| ------ | ------ | ---------- |
| 無声音 |        | ch /ʧ/     |
| 有声音 | z /ʣ/  | j /ʤ/      |

二重子音はx（/(k)s/または/gz/）および、一部の語に現れるs'h/sh/を除いて用いられない。

### 母音
- 母音はa, e, i, o, u, yで表す。
  - yはiと同じ発音だが、基本的にアクセントのない場合や、動詞以外の単語の語尾に用いられる。

## 文法
基本語順はSVO型だが、対格接語"den"を使うことで変えることができる。
単語は品詞によって接尾辞が異なり、形容詞が"-e"、副詞が"-em"、動詞が"-i"、名詞が"-a"となる。

### 人称代名詞
- 一人称: me
- 二人称: yu
- 三人称: ta